# Festival de l’escargot (Toulouges)
De Festival de l'escargot in Toulouges is sinds 2019 een jaarlijks terugkerende slakkenfeest in het Franse Saône-et-Loire.
De slakken op deze festival zijn gekweekte slakken, waarvan de meeste uit Lleida komen. Ze worden bereid volgens het Catalaanse recept cargols a la llauna, een variant van de cargolade.